# Гојко Васић
Гојко Васић (1958, Мркоњић Град) српски је полицијски службеник, економиста и бивши директор Полиције Републике Српске.

## Биографија
Рођен је 1958. године у Мркоњић Граду. Завршио је гимназију у Бањалуци, а дипломирао је на Економском факултету Универзитета у Бањалуци. Постдипломске студије је завршио на Факултету за безбједност и заштиту у Бањалуци. Радио је као инспектор Полиције Републике Српске, био је шеф Одсјека за спречавање криминалитета у ОСУП Лакташи, те обављао послове начелника Одјељења криминалистичке технике у Криминалистичко-техничком центру МУП Републике Српске. Радио је као начелник Криминалистичко-техничког центра МУП Републике Српске, затим као начелник Сектора криминалистичке полиције у Центру јавне безбједности Бањалука, и начелник Управе криминалистичке полиције МУП Републике Српске.
Влада Републике Српске га је именована 22. јула 2010. године на мјесто директора Полиције Републике Српске.